# Probithia
Probithia là một chi bướm đêm thuộc họ Geometridae.